# Velroux
Velroux is een plaats en deelgemeente van de Belgische gemeente Grâce-Hollogne. Velroux ligt in de provincie Luik en was tot 1 januari 1977 een zelfstandige gemeente.

## Geschiedenis
Velroux was een heerlijkheid, maar in 1328 werd zowel het dorp als het kasteel, in de loop van de Awans- en Warouxoorlog, verwoest door de Awans-partij en de Luikenaren.
Oorspronkelijk was Velroux onderdeel van de parochie van Fexhe-le-Haut-Clocher. Er was een kapel die in 1270 verheven werd tot parochiekerk en gewijd was aan Sint-Andreas. Het patronaatsrecht was verbonden aan de Sint-Laurentiusabdij te Luik.

## Demografische ontwikkeling
- Bronnen:NIS, Opm:1831 tot en met 1970=volkstellingen, 1976= inwoneraantal op 31 december

## Bezienswaardigheden

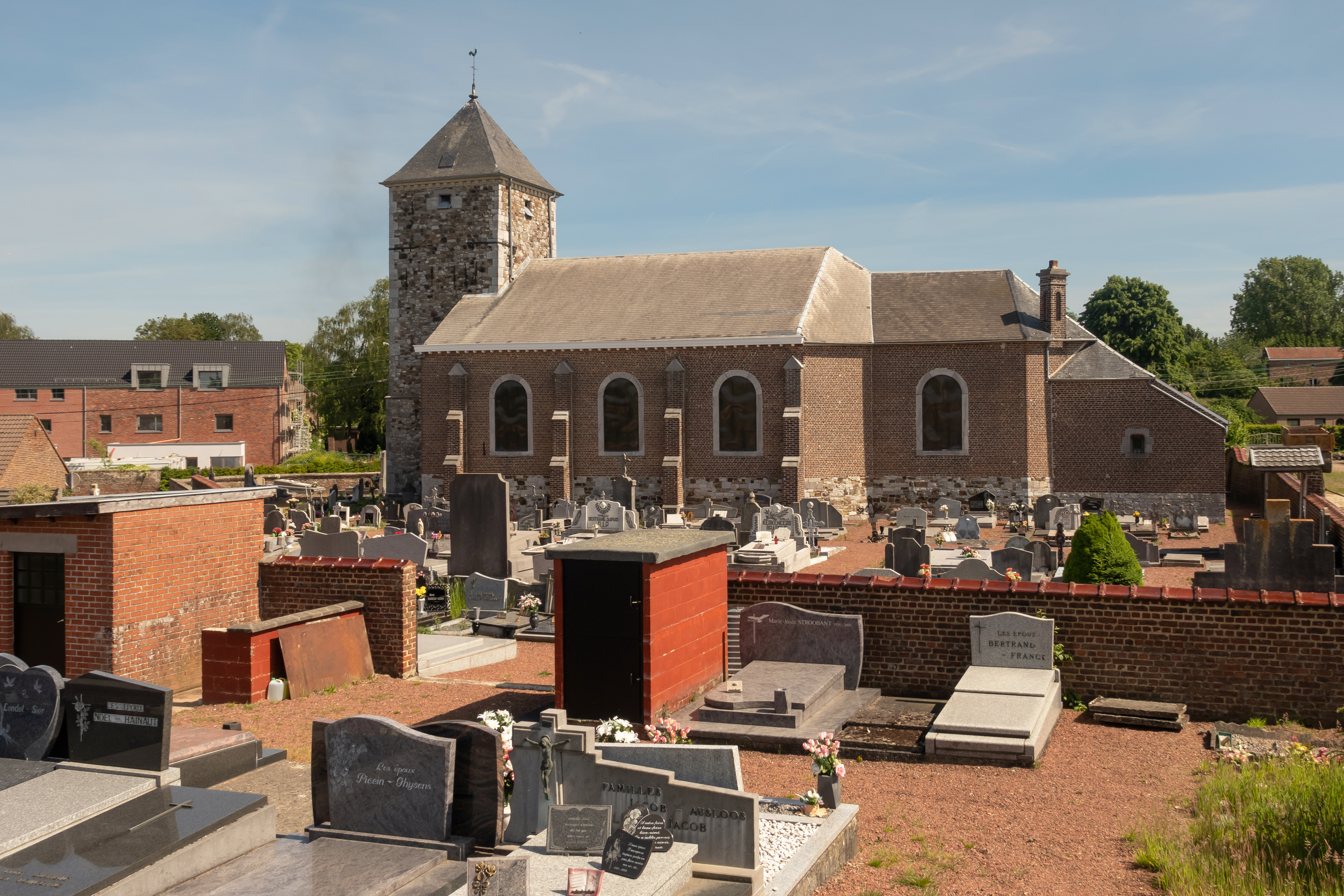
Velroux, de Sint-Andreaskerk

- Enkele vierkantshoeven
- De Sint-Andreaskerk

## Natuur en landschap
Velroux ligt op het Haspengouws Plateau op een hoogte van ongeveer 180 meter. In het westen ligt open landbouwgebied. Onmiddellijk ten oosten van Velroux ligt de Luchthaven van Luik.

## Nabijgelegen kernen
Voroux-Goreux, Lexhy, Hozémont, Cahottes, Bierset